# クレイジーラッツのラッツ!ゴー!クレイジー!
クレイジーラッツのラッツ!ゴー!クレイジー!とは、ニッポン放送が放送していたラジオ番組である。

## 番組概要
ワタナベエンターテインメントに所属する我が家・ロッチ・ハライチのお笑いグループ3組が、所属事務所（正確には前身の渡辺プロダクション）の先輩であるハナ肇とクレージーキャッツのようにお笑いと音楽を両立させようと、バンド「クレイジーラッツ」を結成し、CDデビューを目指す、というものであった。
各メンバーが作詞・作曲し、当番組で曲の候補を発表していた。

## 出演
- 我が家
  - 坪倉由幸 - ギター
  - 杉山裕之 - ドラムス
  - 谷田部俊 - ピアノ
- ロッチ
  - 中岡創一 - サックス
  - コカドケンタロウ - ウッドベース
- ハライチ
  - 岩井勇気 - リーダー、ピアノ
  - 澤部佑 - トロンボーン
- 音楽プロデューサー（不定期出演）
  - 井上ジョー